# Trincomalee

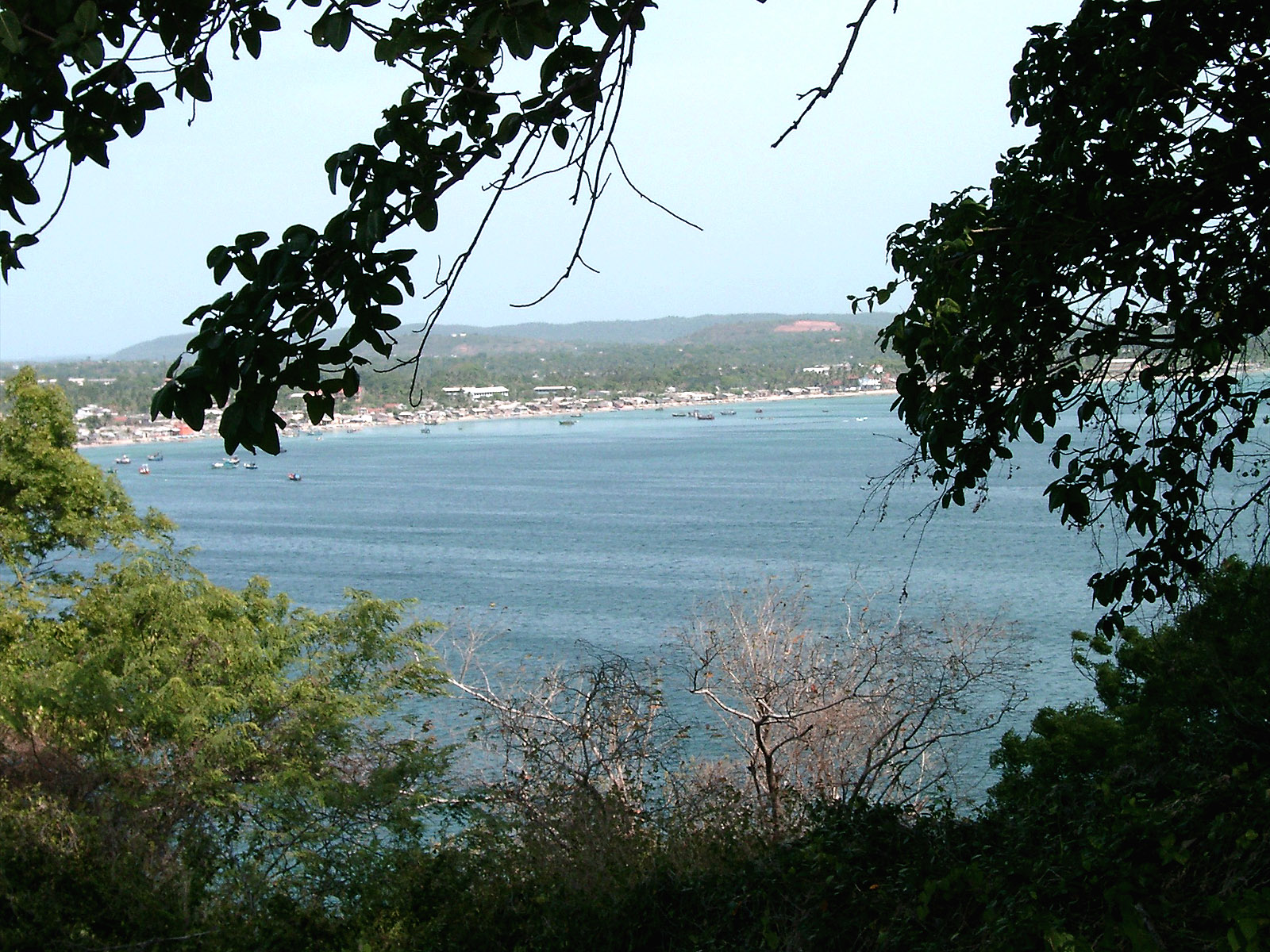
Vy över bukten vid Trincomalee.

Trincomalee är en hamnstad i nordöstra Sri Lanka, och är den administrativa huvudorten för Östprovinsen samt ett distrikt med samma namn som staden. Befolkningen uppgick till 51 624 invånare år 2007.
Staden är mest känd för sin naturliga hamn (en av världens största), som var en av de viktigaste baserna för de allierades flotta under andra världskriget. 
Trincomalee ligger i ett område som har en befolkning, som till stor del är tamiler. Den tamilska separatistorganisationen LTTE - Liberation Tigers of Tamil Eelam gör anspråk på staden som huvudstad i ett fritt Tamil Eelam.
Trincomalee var en av de städer som drabbades hårdast av tsunamikatastrofen 2004.